# 馮偉衷
冯伟衷（英語：Aloysius Pang Wei Chong；1990年8月24日—2019年1月23日），原名馮偉忠，新加坡影視男演員及歌手，曾為新傳媒私人有限公司旗下部頭合約藝人，亦是新传媒八公子之一。

## 簡歷

### 演藝事業
冯伟衷曾就讀新加坡育英中學，畢業於新躍大學。他自九歲起已出道成為童星，2003年曾以「丁伟良」（《孩有明天》）一角獲提名《红星大奖2003》「青蘋果獎」，2012年再與新傳媒私人有限公司簽約，至2017年間曾是旗下部頭合約藝人，亦是新传媒八公子之一，拍攝過多部劇集，包括《小子當家》、《烧。卖》、《逆潮》、《你也可以是天使》等。2015年，他在《红星大奖2015》中獲頒「最佳新人」獎和提名「最佳男配角 —— 趙克已（《逆潮》）」；翌年更奪得《红星大奖2016》「十大最受歡迎男藝人」殊榮。

## 個人生活
2015年，與同是新加坡艺人的胡佳琪交往。

### 酒駕事件
2017年5月8日凌晨約4時42分，馮偉衷開車沿著惹蘭阿末依布拉欣前往裕廊海港路，在亞逸拉惹快速公路出口處一條靠近汽油站的支路行駛期間，碰到路堤後停下，接受呼氣測試時被驗出體內酒精含量超標，呼出的氣體每100毫升含有不低於55微克酒精，超過法定的35微克，因而被控觸犯一項公路交通法令罪。他於庭上揭露事前在一家酒店喝了三至四杯啤酒，至凌晨4時左右離開酒店，被捕那刻正要到裕廊企業路（Corporation Road）朋友的住處。最後他承認控罪，判罰款2,000元和吊銷各級駕駛執照18個月。

### 意外身亡
冯伟衷于2019年1月19日，奉命前往紐西蘭怀乌鲁（Waiouru）训练区参加代号“霹雳战士”（Thunder Warrior）的军事演习，在维修155毫米榴弹炮车（Singapore Self-Propelled Howitzer 1（SSPH 1）Primus，簡稱「SSPH Primus」）时被砲管意外压伤胸腹，意识還是清醒的状态下被直升机送往怀卡托医院（Waikato Hospital）救治；期間曾動了3次手術且轉入加護病房，並須靠儀器維持心肺和腎臟功能。最後，新加坡國防部通過官方網站發放新聞稿，宣告他于新加坡時間2019年1月23日晚上8時45分（紐西蘭時間2019年1月24日凌晨1時45分）傷重不治，年仅28歲，遺體則在同月25日以军机（KC-135）運抵回國。27日下午3點半出殯，以及约下午4時45分至万里火化場舉行軍事葬禮後火化。 冯伟衷家屬於翌日領取冯伟衷的骨灰後，乘船前往乌敏岛附近海域進行海上撒灰儀式。冯伟衷家屬亦把部分骨灰交予一家专门制作以身体部分做成纪念珠宝的設計公司製作纪念珠宝。據公司負責人向媒體表示, 它們將利用冯伟衷的骨灰製作兩件纪念珠宝, 一件是心形的玻璃吊坠盒, 另一件是香槟金箔欧式圆珠。
2019年2月11日, 新加坡國防部長黃永宏以部長聲明形式向新加坡國會交代連串軍訓事故時稱新加坡國防部已就冯伟衷軍訓致死事故成立一個由法官主持的獨立調查委員會就事故進行調查. 同時新加坡武装部队的特殊调查组也就此次事故進行調查. 黃永宏表示雖然新加坡警方和法院無權就此事進行审理或调查, 但軍事法庭有權就此事進行審判. 他表示相關調查結果將呈交軍事檢控官考慮, 若发现有违法的行为，将交由军事法庭审理. 他表示國防部及武装部队會全面配合相關調查工作.
2019年5月6日, 新加坡國防部長黃永宏以部長聲明形式向新加坡國會交代獨立調查委員會的調查結果.調查就此次事故歸納出五個主要原因:
1. 在事故發生當日(2019年1月19日), 冯伟衷奉召為一架155毫米榴弹炮车進行維修. 但冯伟衷無法處理問題, 軍方派出一個技術員去協助他. 在事發當日, 炮車內有三位人員, 分別為:
a. 冯伟衷, 軍階為一等中士, 屬戰備軍人;
b. 华运腾, 炮車指挥官, 軍階為三級上士, 屬戰備軍人, 和
c. 张义祥, 技术组组长, 軍階為二级军事专才, 屬正規軍人
當新加坡國防部於國會公布的部長聲明內除冯伟衷外, 另外兩人的姓名並沒有公開. 至7月31日國防部向外公佈軍事檢察官提交的檢控文件中才公開他們的姓名. 
技术组组长聆聽了炮車指挥官所述的問題後, 認為解決問題的方法是更换电击驱动控制（Motor Drive Control Unit）的机械系统箱（Ammo Handling system box，简称AHS）的中央处理卡（Central Processing Unit）。有關維修程序指出炮車的炮管须完全降下并上锁,並確認電源關上後,维修工作才能进行.技术组组长指示指挥官降下炮管, 但没等他进行就到系统箱旁的安全位置施工, 开始把机械系统箱的螺丝松开准备维修, 而當時站在炮尾后方的冯伟衷主动協助技术组组长将机械系统箱的螺丝松开. 調查指出當時炮車指挥官和技术组组长都處於安全位置, 但冯伟衷則站在系统箱的右边，而不是站在炮车内的安全位置。冯伟衷当时背对着炮管，正在将机械系统箱的螺丝松开。 
2. 當炮車指挥官准备降下炮管，技术组组长曾先後以華語和英語要求冯伟衷離開他當時身處的位置 ,可以是移向他或到另一边為炮車預設的安全位置，冯伟衷用华语答复没关系，並稱炮管不會撞到他. 
3. 儘管技术组组长曾要求冯伟衷離開他當時身處的位置, 他並未能確認冯伟衷是否處於安全位置.
4. 儘管炮车指挥官有依程序提醒另外兩位同袍炮管將會降下(以英語叫喊:“Standby, clear away”), 但他在未確認另外兩位同袍是否處於安全位置就將開始將炮管降下, 因為他認為兩位同袍有足夠時間可以在炮管完全降下前移往安全位置.調查指當炮管開始移動時，馮偉衷一直處於炮尾位置，並沒有作出閃避動作。
5. 當冯伟衷本人和他的同袍們發現問題時, 儘管已採取行動(調查指當馮偉衷看到炮管正向他所在的方位移動嘗試躲開, 技术组组长嘗試徒手阻止炮管繼續移動, 而炮车指挥官則透過控制平台輸入中止炮管移動的指令), 但並未能阻止炮管繼續移動, 冯伟衷因此被炮管壓倒. 雖然這款炮車配備了三個緊急停機按鈕(在炮車左右兩邊的安全位置各配備一個，在炮車操作平台側亦配備一個), 一按動這個按鈕，炮管會馬上停止移動。但調查發現並沒有人按動過這個按鈕, 調查歸納指可能由於事出突然，加上慌亂，使當事人無法理性地作出反應.
總結調查結果, 調查委員會認為這次事故是由於一連串人員缺失所造成, 而當時在炮車內的三名人員, 包括冯伟衷本人, 在處理問題時都有缺失. 黃永宏在聲明中表示，如果有關人員嚴格按照安全條例所列的要求來進行維修工作, 這次事故是可以避免的.
2019年7月31日, 新加坡國防部向外公佈軍事檢察官已向张义祥和华运腾作出起訴.
2019年11月19日, 新加坡軍事法庭就開庭冯伟衷軍訓致死事故對张义祥和华运腾的起訴開庭審訊, 张, 華二人承認控罪. 法庭同日判決: 判处华运腾罚款8000新加坡元，并将他的军衔降至中士, 而判处张义祥罚款7000新加坡元。

## 演出作品

### 電視劇（新傳媒）
| 首播   | 劇名             | 角色    |
| 1999年 | 小飛人           | 庞大禹  |
| 2001年 | 何日军再来       | 阿 呆   |
| 2002年 | 河水山           | 阿 财   |
| 2002年 | BBT 奇妙假期     | 万能胶  |
| 2003年 | 孩有明天         | 丁伟良  |
| 2004年 | 我爱我家         | 许立忠  |
| 2006年 | 孩有明天2        | 丁伟良  |
| 2012年 | 微笑正义         | Derek   |
| 2012年 | 对对碰           | 郝志杰  |
| 2013年 | 警徽天职2        | 江永哲  |
| 2013年 | 小子当家         | 王家豪  |
| 2014年 | 烧。卖           | 何泰龙  |
| 2014年 | 球在你脚下       | 方扬名  |
| 2014年 | 逆潮             | 赵克己  |
| 2015年 | 你也可以是天使   | 李龙华  |
| 2015年 | 百岁大吉         | 林家元  |
| 2015年 | 虎媽來了         | 陈浩廉  |
| 2015年 | 长辈甜心         | 董浩元  |
| 2015年 | 118年            | 馮偉衷  |
| 2015年 | 信約：我們的家園 | 洪国安  |
| 2015年 | 手牵手           | 洪美志  |
| 2015年 | 人生无所畏       | 庄道仁  |
| 2016年 | 真探             | 蒋肖冬  |
| 2016年 | 快樂第一班       | 李勇辉  |
| 2016年 | 來自水星的男人   | 张乃祎  |
| 2016年 | 你也可以是天使2  | 李龙华  |
| 2017年 | 夢想程式         | 何建明  |
| 2017年 | 知星人           | 陈祥林  |
| 2017年 | 我的知星女友     | 陈祥林  |
| 2018年 | 229明天见        | 葉知新  |
| 2019年 | 北京到莫斯科     | Kenneth |

### 電影
| 首映   | 電影名           | 角色    |
| 2012年 | 那个夏天         | Morgan  |
| 2013年 | 人人有份         | 阿 明   |
| 2016年 | 最佳夥扮         | Royston |
| 2022年 | The Antique Shop |         |

## 音樂作品

### 單曲
- 2015年：《黑色眼泪》

## 曾獲獎項與提名
| 年份   | 頒獎典禮     | 獎項               | 劇集         | 角色   | 結果 |
| 2003年 | 红星大奖2003 | 青蘋果獎           | 《孩有明天》 | 丁伟良 | 提名 |
| 2015年 | 红星大奖2015 | 最佳新人           | 不適用       | 不適用 | 獲獎 |
| 2015年 | 红星大奖2015 | 最佳男配角         | 《逆潮》     | 趙克已 | 提名 |
| 2016年 | 紅星大獎2016 | 十大最受歡迎男藝人 | 不適用       | 不適用 | 獲獎 |

## 外部連結
- 馮偉衷的Facebook專頁
- 馮偉衷的Facebook專頁
- 馮偉衷的Instagram帳戶

| 前任： 方偉 | 红星大奖 最佳新人 2015年 | 繼任： 黄暄婷 |